# Hajime Ishii
Hajime Ishii (ur. 26 maja 1959) – japoński piłkarz występujący na pozycji obrońcy.

## Kariera piłkarska
Od 1982 do 1991 roku występował w Nissan Motors i Otsuka Pharmaceutical.

## Kariera trenerska
Po zakończeniu piłkarskiej kariery pracował jako trener w Otsuka Pharmaceutical, Consadole Sapporo, Vegalta Sendai i Shanghai JuJu Sports.